# Lough Neagh

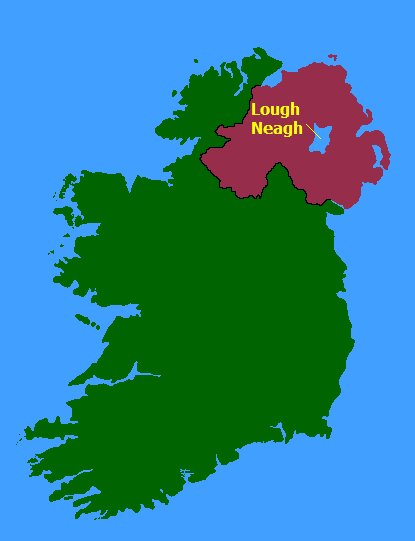
Lägeskarta

Lough Neagh är en sjö i den centrala delen av Nordirland. Den är med sina 396 km² ön Irlands och Brittiska öarnas största insjö.
Sjön är belägen 15 m över havsnivån och som mest 34 m djup. Den avvattnas genom Bann som flyter mot norr. Sjön får huvuddelen av sitt vatten från jordbruksmark och är eutrof.
Sjön tillhör greven av Shaftesbury.
Enligt myten är sjöns bildande relaterat till Giant's Causeway.